# أورطة (وحدة عسكرية)
الأوُرطة هي تسمية قديمة للوحدة العسكرية التي تُعرف اليوم بالكتيبة. أصلها في التركية العثمانية «اورته» بالتاء. كانت أورطة المشاة تتألف من 800 جندي في الغالب، أي 8 بلوكات، وقد تكون ألفًا، ويرأسها بكباشي (مقدم). أما كتيبة الفرسان فكان قوامها من 96 إلى 128 فارسًا، ويرأسها يوزباشي (نقيب)، وتتكون من 4 بلوكات لكل واحد منها ملازم، وقد تسمى أورطة الفرسان أيضًا بالكردوس أو الرعيل.